# Pallavolo ai XXIV Giochi centramericani e caraibici - Torneo maschile
Il torneo maschile di pallavolo ai XXIV Giochi centramericani e caraibici si è svolta dal 28 giugno al 2 luglio 2023 a San Salvador, a El Salvador, durante i XXIV Giochi centramericani e caraibici: al torneo hanno partecipato otto squadre nazionali centramericane e caraibiche e la vittoria finale è andata per l'undicesima volta a Cuba.

## Impianti
|                                                                                    |  |  |
|                                                                                    |  |  |
| Palacio Carlos Hernández Città: San Salvador Capienza: 6 000 Anno d'apertura: 1980 |  |  |

## Regolamento

### Formula
La formula ha previsto:
- Fase a gironi, disputata con gironi all'italiana: le prime due classificate di ogni girone hanno acceduto alla fase finale per il primo posto, mentre le ultime due classificate hanno acceduto alla fase finale per il quinto posto.
- Fase finale per il primo posto, disputata con semifinali, finale per il terzo posto e finale, giocate con gara unica.
- Fase finale per il quinto posto, disputata con semifinali, finale per il settimo posto e finale per il quinto posto, giocate con gara unica.

### Criteri di classifica
Se il risultato finale è stato di 3-0 sono stati assegnati 5 punti alla squadra vincente e 0 a quella sconfitta, se il risultato finale è stato di 3-1 sono stati assegnati 4 punti alla squadra vincente e 1 a quella sconfitta, se il risultato finale è stato di 3-2 sono stati assegnati 3 punti alla squadra vincente e 2 a quella sconfitta.
L'ordine del posizionamento in classifica è stato definito in base a:
- Numero di partite vinte;
- Punti;
- Ratio dei punti realizzati/subiti;
- Ratio dei set vinti/persi;
- Risultati dell'ultimo scontro diretto (fra due formazioni).
- Classifica avulsa (fra più di due formazioni).

## Squadre partecipanti
| Squadra           | Qualificazione      | Ultima partecipazione |
| ----------------- | ------------------- | --------------------- |
| Cuba              | -                   | Barranquilla 2018     |
| El Salvador       | Paese organizzatore | El Savador 2002       |
| Guatemala         | -                   | Barranquilla 2018     |
| Messico           | -                   | Barranquilla 2018     |
| Porto Rico        | -                   | Barranquilla 2018     |
| Rep. Dominicana   | -                   | Barranquilla 2018     |
| Suriname          | -                   | Debutto               |
| Trinidad e Tobago | -                   | Barranquilla 2018     |

## Torneo

### Fase a gironi
| Girone A        | Girone B          |
| --------------- | ----------------- |
| Cuba            | El Salvador       |
| Messico         | Guatemala         |
| Rep. Dominicana | Porto Rico        |
| Suriname        | Trinidad e Tobago |

#### Girone A

##### Risultati
| 28 giugno 2023 Palacio Carlos Hernández, San Salvador Durata: 2h:09 - Spettatori: 400   | Messico         | 1 - 3 | Rep. Dominicana | 17-26, 31-29, 20-25, 18-25 |
| 28 giugno 2023 Palacio Carlos Hernández, San Salvador Durata: 1h:12 - Spettatori: 400   | Cuba            | 3 - 0 | Suriname        | 25-20, 25-12, 25-19        |
| 29 giugno 2023 Palacio Carlos Hernández, San Salvador Durata: 1h:17 - Spettatori: 600   | Messico         | 3 - 0 | Suriname        | 25-14, 25-21, 25-13        |
| 29 giugno 2023 Palacio Carlos Hernández, San Salvador Durata: 1h:44 - Spettatori: 2 000 | Cuba            | 3 - 1 | Rep. Dominicana | 22-25, 25-23, 25-22, 25-18 |
| 30 giugno 2023 Palacio Carlos Hernández, San Salvador Durata: 1h:17 - Spettatori: 500   | Rep. Dominicana | 3 - 0 | Suriname        | 25-12, 25-16, 25-21        |
| 30 giugno 2023 Palacio Carlos Hernández, San Salvador Durata: 1h:35 - Spettatori: 1 000 | Cuba            | 3 - 1 | Messico         | 25-17, 25-19, 19-25, 25-18 |

##### Classifica
| Pos. | Squadra         | Pt | G | V | P | SV | SP | Ratio | PF  | PS  | Ratio |
| ---- | --------------- | -- | - | - | - | -- | -- | ----- | --- | --- | ----- |
| 1.   | Cuba            | 13 | 3 | 3 | 0 | 9  | 2  | 4,500 | 266 | 218 | 1,220 |
| 2.   | Rep. Dominicana | 10 | 3 | 2 | 1 | 7  | 4  | 1,750 | 267 | 232 | 1,150 |
| 3.   | Messico         | 7  | 3 | 1 | 2 | 5  | 6  | 0,833 | 240 | 246 | 0,975 |
| 4.   | Suriname        | 0  | 3 | 0 | 3 | 0  | 9  | 0,000 | 148 | 225 | 0,657 |

      Qualificata alla fase finale per il primo posto.
      Qualificata alla fase finale per il quinto posto.

#### Girone B

##### Risultati
| 28 giugno 2023 Palacio Carlos Hernández, San Salvador Durata: 1h:15 - Spettatori: 700   | Porto Rico  | 3 - 0 | Guatemala         | 25-15, 25-18, 25-18        |
| 28 giugno 2023 Palacio Carlos Hernández, San Salvador Durata: 1h:26 - Spettatori: 2 000 | El Salvador | 3 - 0 | Trinidad e Tobago | 25-15, 25-18, 25-23        |
| 29 giugno 2023 Palacio Carlos Hernández, San Salvador Durata: 1h:15 - Spettatori: 600   | Porto Rico  | 3 - 0 | Trinidad e Tobago | 25-19, 25-16, 25-19        |
| 29 giugno 2023 Palacio Carlos Hernández, San Salvador Durata: 1h:51 - Spettatori: 1 200 | El Salvador | 1 - 3 | Guatemala         | 18-25, 22-25, 25-20, 18-25 |
| 30 giugno 2023 Palacio Carlos Hernández, San Salvador Durata: 1h:52 - Spettatori: 500   | Guatemala   | 3 - 1 | Trinidad e Tobago | 25-23, 25-27, 25-19, 25-21 |
| 30 giugno 2023 Palacio Carlos Hernández, San Salvador Durata: 1h:28 - Spettatori: 3 000 | El Salvador | 0 - 3 | Porto Rico        | 20-25, 26-28, 17-25        |

##### Classifica
| Pos. | Squadra           | Pt | G | V | P | SV | SP | Ratio | PF  | PS  | Ratio |
| ---- | ----------------- | -- | - | - | - | -- | -- | ----- | --- | --- | ----- |
| 1.   | Porto Rico        | 15 | 3 | 3 | 0 | 9  | 0  | MAX   | 228 | 168 | 1,357 |
| 2.   | Guatemala         | 8  | 3 | 2 | 1 | 6  | 5  | 1,200 | 246 | 248 | 0,991 |
| 3.   | El Salvador       | 6  | 3 | 1 | 2 | 4  | 6  | 0,666 | 221 | 229 | 0,965 |
| 4.   | Trinidad e Tobago | 1  | 3 | 0 | 3 | 1  | 9  | 0,111 | 200 | 250 | 0,800 |

      Qualificata alla fase finale per il primo posto.
      Qualificata alla fase finale per il quinto posto.

### Fase finale

#### Finale 1º e 3º posto
|  | Semifinali | Semifinali      | Semifinali |                 |    | Finale          | Finale          | Finale          |  |
|  |            |                 |            |                 |    |                 |                 |                 |  |
|  | 1A         | Cuba            | 3          |                 |    |                 |                 |                 |  |
|  | 1A         | Cuba            | 3          |                 |    |                 |                 |                 |  |
|  | 2B         | Guatemala       | 0          |                 |    |                 |                 |                 |  |
|  | 2B         | Guatemala       | 0          |                 | 1A | Cuba            | 3               |                 |  |
|  |            |                 |            |                 | 1A | Cuba            | 3               |                 |  |
|  |            |                 | 2A         | Rep. Dominicana | 0  |                 |                 |                 |  |
|  | 1B         | Porto Rico      | 2A         | Rep. Dominicana | 0  | 2               |                 |                 |  |
|  | 1B         | Porto Rico      |            |                 |    | 2               |                 |                 |  |
|  | 2A         | Rep. Dominicana | 3          |                 |    | Finale 3º posto | Finale 3º posto | Finale 3º posto |  |
|  | 2A         | Rep. Dominicana | 3          |                 |    |                 |                 |                 |  |
|  |            |                 |            |                 |    |                 |                 |                 |  |
|  |            |                 |            |                 |    | 2B              | Guatemala       | 0               |  |
|  |            |                 |            |                 |    | 2B              | Guatemala       | 0               |  |
|  |            |                 |            |                 |    | 1B              | Porto Rico      | 3               |  |

##### Semifinali
| 1º luglio 2023 Palacio Carlos Hernández, San Salvador Durata: 1h:11 - Spettatori: 800 | Cuba       | 3 - 0 | Guatemala       | 25-17, 25-13, 25-17               |
| 1º luglio 2023 Palacio Carlos Hernández, San Salvador Durata: ? - Spettatori: 2 100   | Porto Rico | 2 - 3 | Rep. Dominicana | 25-21, 21-25, 21-25, 25-23, 11-15 |

##### Finale 3º posto
| 2 luglio 2023 Palacio Carlos Hernández, San Salvador Durata: 1h:21 - Spettatori: 1 900 | Guatemala | 0 - 3 | Porto Rico | 19-25, 23-25, 14-25 |

##### Finale
| 2 luglio 2023 Palacio Carlos Hernández, San Salvador Durata: 1h:13 - Spettatori: 3 000 | Cuba | 3 - 0 | Rep. Dominicana | 25-17, 25-17, 25-22 |

#### Finale 5º e 7º posto
|  | Semifinali | Semifinali        | Semifinali |             |    | Finale 5º posto | Finale 5º posto   | Finale 5º posto |  |
|  |            |                   |            |             |    |                 |                   |                 |  |
|  | 3A         | Messico           | 3          |             |    |                 |                   |                 |  |
|  | 3A         | Messico           | 3          |             |    |                 |                   |                 |  |
|  | 4B         | Trinidad e Tobago | 0          |             |    |                 |                   |                 |  |
|  | 4B         | Trinidad e Tobago | 0          |             | 3A | Messico         | 3                 |                 |  |
|  |            |                   |            |             | 3A | Messico         | 3                 |                 |  |
|  |            |                   | 3B         | El Salvador | 0  |                 |                   |                 |  |
|  | 3B         | El Salvador       | 3B         | El Salvador | 0  | 3               |                   |                 |  |
|  | 3B         | El Salvador       |            |             |    | 3               |                   |                 |  |
|  | 4A         | Suriname          | 0          |             |    | Finale 7º posto | Finale 7º posto   | Finale 7º posto |  |
|  | 4A         | Suriname          | 0          |             |    |                 |                   |                 |  |
|  |            |                   |            |             |    |                 |                   |                 |  |
|  |            |                   |            |             |    | 4B              | Trinidad e Tobago | 1               |  |
|  |            |                   |            |             |    | 4B              | Trinidad e Tobago | 1               |  |
|  |            |                   |            |             |    | 4A              | Suriname          | 3               |  |

##### Semifinali
| 1º luglio 2023 Palacio Carlos Hernández, San Salvador Durata: 1h:08 - Spettatori: 300 | Messico     | 3 - 0 | Trinidad e Tobago | 25-16, 25-16, 25-12 |
| 1º luglio 2023 Palacio Carlos Hernández, San Salvador Durata: 1h:19 - Spettatori: 600 | El Salvador | 3 - 0 | Suriname          | 25-19, 25-23, 25-22 |

##### Finale 7º posto
| 2 luglio 2023 Palacio Carlos Hernández, San Salvador Durata: 1h:46 - Spettatori: 300 | Trinidad e Tobago | 1 - 3 | Suriname | 18-25, 18-25, 25-21, 24-26 |

##### Finale 5º posto
| 2 luglio 2023 Palacio Carlos Hernández, San Salvador Durata: 1h:13 - Spettatori: 1 200 | Messico | 3 - 0 | El Salvador | 25-17, 25-17, 25-15 |

## Classifica finale
| Pos | Squadra           | Rosa |
| --- | ----------------- | --- |
|     | Cuba              | Formazione: 1 Massó, 2 Melgarejo, 5 Concepción, 6 Thondike, 7 García, 10 M. Gutiérrez, 11 Taboada, 12 Herrera, 16 López, 18 Pedroso, 22 J. Gutiérrez, 23 Yant, CT: Vives   |
|     | Rep. Dominicana   | Formazione: 1 Tapia, 4 Hernández, 5 Miéses, 6 Blondet, 7 Burgos, 8 López, 10 Toribio, 11 de Jesús, 12 Matos, 14 Ramírez, 15 Rosario, 19 Cruz, CT: Gutiérrez                |
|     | Porto Rico        | Formazione: 2 Lawrence, 3 Hoyos, 4 Del Valle, 5 Nieves, 7 García, 8 Molina, 9 Maldonado, 11 Ruiz, 14 Vargas, 15 Rodríguez, 16 Ellis, 18 Elías, CT: Antonetti               |
| 4   | Guatemala         | Formazione: 1 Pérez, 2 López, 3 Chacón, 5 Flores, 6 Lucero, 7 Ruano, 8 Ralón, 10 Caballeros, 11 Blanco, 14 Franco, 15 Hernández, 19 Carrillo, CT: Lucas                    |
| 5   | Messico           | Formazione: 3 Bravo, 5 Parra, 6 J. López, 7 González, 8 Mendoza, 9 Téllez, 10 Rangel, 11 B. López, 12 Fuentes, 18 Sanay, 19 Hernández, 25 Sandoval, CT: Azair              |
| 6   | El Salvador       | Formazione: 1 Chávez, 2 Cano, 3 G. Vargas, 4 Ceron, 5 Mira, 6 Navarro, 7 Platero, 8 Guidos, 9 J. Vargas, 15 Ortiz, 19 Nochez, 21 López, CT: Linares                        |
| 7   | Suriname          | Formazione: 2 Lobo, 4 Asimia, 6 Pinas, 7 Sporkslede, 8 Schmeltz, 9 Breinburg, 11 Mahabali, 12 Foe-A-Man, 13 Wljngaarde, 14 Kruydenhof, 16 Owarkasing, 18 Anakaba, CT: Orta |
| 8   | Trinidad e Tobago | Formazione: 1 Best, 3 Davidson, 4 Grant, 5 Bushe, 6 Wright, 8 Donald, 9 Wílliams, 10 D. Stewart, 12 Hoyte, 13 R. Stewart, 18 Legall, 20 Theodore, CT: Dickson              |

## Premi individuali
| Premio                | Nome              | Squadra           |
| --------------------- | ----------------- | ----------------- |
| MVP                   | Yonder García     | Cuba              |
| Miglior realizzatore  | Daynte Stewart    | Trinidad e Tobago |
| Miglior servizio      | Javier Concepción | Cuba              |
| Miglior ricevitore    | Dennis Del Valle  | Porto Rico        |
| Miglior difesa        | Hiram Bravo       | Messico           |
| Miglior palleggiatore | Liván Taboada     | Cuba              |
| Miglior opposto       | Henry Tapia       | Rep. Dominicana   |
| Miglior schiacciatore | Pelegrín Vargas   | Porto Rico        |
| Miglior schiacciatore | Josué López       | Messico           |
| Miglior centrale      | José Massó        | Cuba              |
| Miglior centrale      | Rafael Burgos     | Rep. Dominicana   |
| Miglior libero        | Hiram Bravo       | Messico           |